# The Landscape is Changing
The Landscape is Changing es una canción del grupo inglés de música electrónica Depeche Mode compuesta por Alan Wilder, publicada en el álbum Construction Time Again de 1983. Es uno de los tres temas que el músico aportó a la banda durante su estancia y aparecieron como pistas en álbum.

## Descripción
Para un disco que se planteó como álbum conceptual, habiéndose logrado solo a medias, este resultaba uno de los temas más comprometidos con el concepto general que maneja de crítica a las políticas económicas y materiales no solo de Inglaterra sino de cualquier nación avanzada, al hablar del deterioro ambiental al que se somete al entorno en el que no vivimos, fuera de las grandes ciudades, la destrucción de la naturaleza en pos de obtener solo ganancias económicas, la desolación del paisaje que esto provoca y la propia desolación humana a la cual conducen éstas prácticas inconscientes.
Una canción muy crítica y reflexiva que logra hacer mayor hincapié en la temática del disco contra las canciones más dispersas de Martin Gore, de las cuales solo la inolvidable Everything Counts consiguió algo más concreto.
La musicalización en The Landscape is Changing es por otra parte muy experimental, siendo en ello donde encuentra su mayor defecto, como los otros temas de la sola autoría de Wilder que llegara a aportar al grupo, pues ésta se muestra con poca armonía, cargada de efectos sintéticos extraños y atípicos, lo cual sentara el inicio de su posterior proyecto solista Recoil el cual es plenamente de música experimental, pues The Landscape is Changing comienza con un raro efecto de resonancia para pasar a modulaciones bajas que no consiguen en momento alguno llegar e un verdadero sentido de melodía sino de elementos entremezclados logrando un resultado un tanto irregular y arrítmico.
Sin embargo a su modo es armónica, aunque no llega a ser un tema bailable como lo son la mayoría de temas de Martin Gore. Por otro lado, también se aleja un poco del discurso de música industrial del Construction Time Again acercándose hacia algo mucho más electro-pop, encontrando su mayor fuerte en la letra.
Los elementos percusivos, que son la base de la música industrial, aunque cubren toda la canción no concretan una pieza melódica, esto se lo dan los sintetizadores y sus notaciones casi todas graves. De hecho, ello se hace evidente hacia la conclusión, la cual se torna un poco innecesariamente larga, pero todavía más recargada hacia lo plenamente electro.
La letra por el contrario es crítica, reflexiva e inquieta por los problemas ecológicos que ya en esa época comenzaban a hacerse patentes, por lo cual debe oírse como una pieza concentrada en el tema del cual habla, no como un tema para bailar sino para pensar y hacer algo al respecto.
Como curiosidad, está continuada con el tema Shame, el cual a su vez está continuado después de Two Minute Warning del mismo Wilder, por lo cual son tres temas hilados en el álbum.

## En directo
La canción solo se interpretó durante el correspondiente Construction Tour de ese mismo año, aunque en todas las fechas. Si bien es muy improbable que llegue a ser reincorporada en conciertos, como todos los temas en álbumes del grupo se encuentra bajo los derechos del nombre Depeche Mode.